# 彩られし女性
『彩られし女性』（いろどられしじょせい、原題：英語: The Painted Veil）は、1934年に製作・公開されたアメリカ合衆国の映画である。サマセット・モームの小説『五彩のヴェール』の映画化作品であり、リチャード・ボレスラウスキーが監督、グレタ・ガルボとハーバート・マーシャル、ジョージ・ブレントが主演した。
1957年にエリノア・パーカー主演、2006年にナオミ・ワッツとエドワード・ノートン主演で再映画化されている（邦題は『ペインテッド・ヴェール ある貴婦人の過ち』）。

## キャスト
- カトリン：グレタ・ガルボ
- ウォルター・フェイン：ハーバート・マーシャル
- ジャック・タウンゼンド：ジョージ・ブレント
- 将軍：ワーナー・オーランド
- カトリンの父：ジーン・ハーショルト

## スタッフ
- 監督：リチャード・ボレスラウスキー
- 製作：ハント・ストロンバーグ
- 脚本：ジョン・ミーハン、ザルカ・フィアテル、イーディス・フィッツジェラルド
- 音楽：ハーバート・ストサート
- 撮影：ウィリアム・H・ダニエルズ
- 編集：ヒュー・ウィン
- 美術：セドリック・ギボンズ
- 衣裳：エイドリアン
- 録音：ダグラス・シアラー